# María José Mentana
María José Mentana (Rosana Inés Mentana; * 31. Januar 1961 in San Isidro) ist eine argentinische Tangosängerin.

## Leben
Mentana debütierte neunjährig in der Sendung Grandes Valores Del Tango auf Canal 9 und wurde von der Kritik als „Wunderkind“ gelobt. Sie tourte danach durch Lateinamerika, erhielt Preise in Venezuela und Uruguay und nahm zwischen 1973 und 1978 drei Alben auf. 1981 reiste sie mit Osvaldo Piro nach Paris, wo sie im Trottoirs de Buenos Aires, dem ersten exklusiven Tangolokal Europas, und der Galerie de Nesle auftrat und ein weiteres Album aufnahm.
Nach der anschließenden Tournee durch Europa gastierte sie in Buenos Aires und Santiago de Chile. Mit Néstor Marconi nahm sie 1991 in Japan das Album Tanguísimo 91 auf. Ein weiteres Album entstand im Folgejahr in Japan mit Mariano Mores. Danach schloss sie sich dem Sexteto Mayor für eine erneute Europatournee an. 2001 wurde ihr Auftritt mit dem Orquesta Sinfónica de Venezuela live aufgenommen. Bei einer erneuten Asientournee trat sie in 55 Städten Japans und 10 Städten auf Taiwan auf. Daneben tourte sie häufig durch Lateinamerika, insbesondere durch Venezuela, wo sie Auftritte im Theater und Fernsehen hatte und mehrere Alben aufnahm. Regelmäßig ist sie Gast des Orquesta Nacional de Música Argentina “Juan de Dios Filiberto” unter Leitung von Néstor Marconi und Atilio Stampone.